# Кокбел
Кокбел (каз. Көкбел) — село в Райымбекском районе Алматинской области Казахстана. Входит в состав Какпакского сельского округа. Код КАТО — 195847200.

## Население
В 1999 году население села составляло 1080 человек (551 мужчина и 529 женщин). По данным переписи 2009 года, в селе проживал 1021 человек (520 мужчин и 501 женщина).

## Топографические карты
- Лист карты K-44-40 Сарыжаз. Масштаб: 1 : 100 000. Состояние местности на 1986 год. Издание 1991 г.